# Klaas Lugthart
Klaas Lugthart (Groningen, 18 april 1928 – Borger, 9 februari 2015) was een Nederlands voormalig voetballer die als middenvelder speelde.
Lugthart speelde enkel voor Be Quick. Na zijn voetballoopbaan werd hij trainer bij VV Musselkanaal. Daarnaast was hij werkzaam als gymnastiekleraar. Hij deed aan meerdere sporten en was eenmaal nationaal jeugdkampioen schoonspringen en deed ook op niveau aan waterpolo en wedstrijdzwemmen.

## Statistieken
| Seizoen | Club     | Land      | Competitie                 | Wedstrijden | Goals |
| ------- | -------- | --------- | -------------------------- | ----------- | ----- |
| 1946/47 | Be Quick | Nederland | Eerste klasse              | –           | –     |
| 1947/48 | Be Quick | Nederland | Eerste klasse              | –           | –     |
| 1948/49 | Be Quick | Nederland | Eerste klasse              | –           | –     |
| 1949/50 | Be Quick | Nederland | Eerste klasse              | –           | –     |
| 1950/51 | Be Quick | Nederland | Eerste klasse              | –           | –     |
| 1951/52 | Be Quick | Nederland | Eerste klasse              | –           | –     |
| 1952/53 | Be Quick | Nederland | Eerste klasse              | –           | –     |
| 1953/54 | Be Quick | Nederland | Eerste klasse              | –           | –     |
| 1954/55 | Be Quick | Nederland | Eerste klasse (Afgebroken) | –           | 7     |
| 1954/55 | Be Quick | Nederland | Eerste klasse              | –           | 4     |
| 1955/56 | Be Quick | Nederland | Eerste klasse              | –           | 3     |
| 1956/57 | Be Quick | Nederland | Tweede divisie             | –           | 7     |
| 1957/58 | Be Quick | Nederland | Tweede divisie             | –           | 0     |

## Interlandcarrière

### Nederland
Op 19 oktober 1952 debuteerde Lugthart voor Nederland in een vriendschappelijke wedstrijd tegen België (2 – 1 verlies). Zijn tweede en laatste interland was een maand later in en tegen Engeland. Hij speelde in deze wedstrijden samen met onder andere Abe Lenstra, Rinus Terlouw en Piet van der Kuil. Hij kwam ook uit voor het Zwaluwenelftal, Noordelijk elftal en Gronings elftal.
| Interlands van Klaas Lugthart voor Nederland | Interlands van Klaas Lugthart voor Nederland | Interlands van Klaas Lugthart voor Nederland | Interlands van Klaas Lugthart voor Nederland | Interlands van Klaas Lugthart voor Nederland | Interlands van Klaas Lugthart voor Nederland |
| №                                            | Datum                                        | Wedstrijd                                    | Uitslag                                      | Soort Wedstrijd                              | Doelpunten                                   |
| Als speler bij Be Quick 1887                 | Als speler bij Be Quick 1887                 | Als speler bij Be Quick 1887                 | Als speler bij Be Quick 1887                 | Als speler bij Be Quick 1887                 | Als speler bij Be Quick 1887                 |
| -------------------------------------------- | -------------------------------------------- | -------------------------------------------- | -------------------------------------------- | -------------------------------------------- | -------------------------------------------- |
| 1.                                           | 19 oktober 1952                              | België – Nederland                           | 2 – 1                                        | Vriendschappelijk                            | 0                                            |
| 2.                                           | 15 november 1952                             | Engeland – Nederland                         | 2 – 2                                        | Vriendschappelijk                            | 0                                            |